# Cuphocarpus commersonii
Cuphocarpus commersonii là một loài thực vật có hoa trong Họ Cuồng cuồng. Loài này được Bernardi mô tả khoa học đầu tiên năm 1966.